# Lebakanyar
Lebakanyar is een bestuurslaag in het regentschap Purwakarta van de provincie West-Java, Indonesië. Lebakanyar telt 4757 inwoners (volkstelling 2010).